# Dioptrijska ploha
Dioptrijska ploha ili dioptar  je granična ploha između dvaju optičkih sredstava, na primjer zraka i stakla, na kojoj se događaju refleksija ili refrakcija svjetlosti. Ravni dioptar je granična ploha u obliku ravnine, a sferni dioptar je granična ploha u obliku kugle (sfere).

## Vrste optičkih leća
Optička leća je providno staklo omeđeno s dvjema kuglinim plohama. Takva ploha koja odjeljuje dva sredstva različitog indeksa loma, na primjer zraka i stakla, zove se dioptrijska ploha ili dioptar. Pravac koji spaja središta zakrivljenosti obiju ploha zove se optička os leće. Dakle, optička os leće je pravac koji se podudara s osi simetrije leće i prolazi kroz središte zakrivljenosti. Leća koja je u sredini deblja nego s ruba zove se sabirna leća, a leća koja je u sredini tanja nego s ruba, zove se rastresna leća.

### Refleksija
Refleksija (kasnolat. reflexio: odbijanje) ili refleksija valova (odbijanje valova), u fizici, je odbijanje ravnih valova na graničnoj površini dvaju sredstava (medija). Ako je granična ploha glatka, to jest neravnine su prema valnoj duljini λ zanemarive, nastaje takozvana regularna refleksija, kod koje je upadni kut valova jednak kutu refleksije; u suprotnom slučaju nastaje difuzna refleksija: valovi se reflektiraju u svim smjerovima. Omjer reflektirane i upadne energije naziva se koeficijentom refleksije. Ako je taj koeficijent ovisan o valnoj duljini upadnih valova, nastaje selektivna refleksija. Kada ravni val prelazi iz gušćega sredstva u rjeđe, reflektirani je val u fazi s upadnim valom. U obrnutom slučaju reflektirani je val za π/2 (λ/4) pomaknut u fazi prema upadnomu valu. Upadni i reflektirani val daju interferencijom stojni val. Refleksijom elastičnoga transverzalnoga vala dobiva se transverzalni i longitudinalni reflektirani val. Longitudinalnoga reflektiranog vala nema ako je titranje upadnoga transverzalnog vala okomito na ravninu upada.

### Refrakcija
Refrakcija (srednjovj. lat. refractio, prema lat. refractus: slomljen) ili lom svjetlosti je skretanje svjetlosnih zraka ili zraka drugog elektromagnetskoga zračenja pri prijelazu iz jednoga sredstva u drugo zbog razlike u brzini širenja valova u različitim sredstvima. Pojam se može odnositi i na valove zvuka. Zakoni su refrakcije: 
- upadna zraka, lomljena zraka i okomica na granicu sredstava leže u istoj ravnini;
- Snelliusov zakon:

{\displaystyle {\frac {\sin \theta _{1}}{\sin \theta _{2}}}={\frac {v_{1}}{v_{2}}}={\frac {n_{2}}{n_{1}}}}
ili
{\displaystyle n_{1}\cdot \sin \theta _{1}=n_{2}\cdot \sin \theta _{2}\ }
pri čemu su: θ1 - kut upadne zrake svjetlosti, θ2 - kut loma, v1 i v2 brzine vala, a n1 i n2 odgovarajući indeksi loma sredstva iz kojega zrake dolaze i sredstva u koje ulaze. 
Ako zrake dolaze iz optički gušćega u optički rjeđe sredstvo, postoji granični kut upadne zrake za koji još vrijedi Snelliusov zakon (odbijanje valova ili refleksija). Kod kutova većih od graničnoga događa se totalna refleksija.